# Monte Alegre do Sul
Monte Alegre do Sul – miasto i gmina w Brazylii, w stanie São Paulo. Znajduje się w mezoregionie Campinas i mikroregionie Amparo.